# Teerhof (Bremen)
Der Teerhof ist eine in Bremen zwischen der Weser und einem ihrer Seitenarme, der Kleinen Weser, in Fortsetzung des Stadtwerders gegenüber der Altstadt gelegene Halbinsel. Sie gehört zum Bremer Stadtteil Neustadt, Ortsteil Alte Neustadt.

## Lage, Anbindungen
Der Teerhof erstreckt sich in Nordwest-Südost-Richtung zwischen der Weser und der Kleinen Weser. An der Südostseite wird die Halbinsel durch die Wilhelm-Kaisen-Brücke begrenzt, die als Straßenbrücke die Altstadt mit der Neustadt verbindet. Eine weitere Straßenverbindung über die Weser (und die Kleine Weser) bildet die Bürgermeister-Smidt-Brücke, die über die Nordwestspitze der Teerhof-Halbinsel verläuft. Außerdem ist der Teerhof mit der Alt- und der Neustadt durch zwei Fußgängerbrücken verbunden, die jeweils etwa mittig zwischen den beiden Straßenbrücken liegen.

## Geschichte

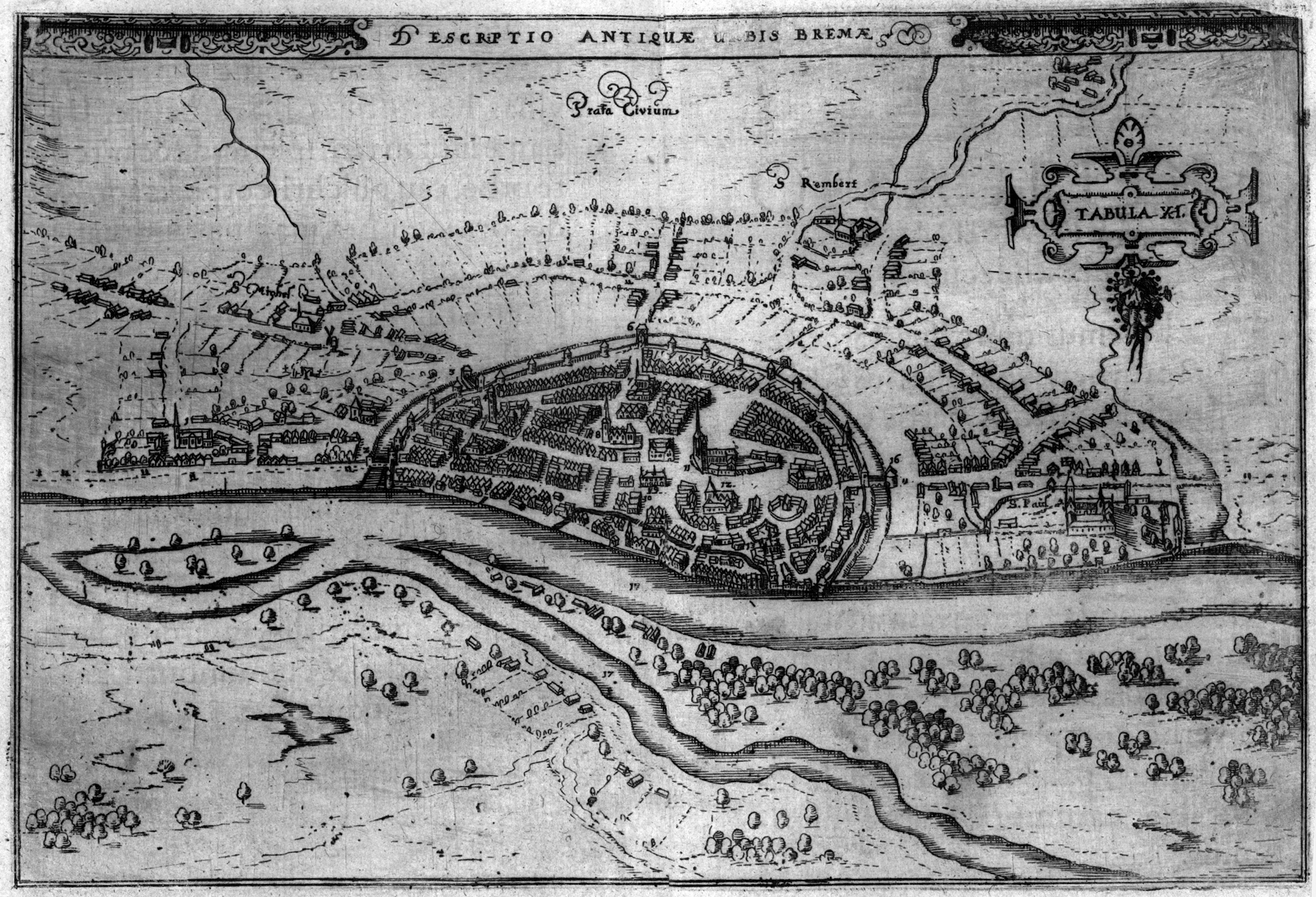
Nordwestspitze des Stadtwerders vor dem Bau der Großen Weserbrücke und der Anlage des Teerhofs (Rekonstruktion Bremens im 13. Jh. aus dem Jahr 1604)

Der Name Teerhof bezieht sich auf den Namen Teerhaus, der 1547 erstmals erwähnt wurde.
Schon im 13. Jahrhundert dienten rund ein halbes Dutzend Häuser auf dem Teerhof dem Schiffsbedarf. (zitiert in: )
In den seit dem 15. Jahrhundert bestehenden Werften wurden beim Schiffbau die Fugen zwischen den hölzernen Planken mit Werg und Teer abgedichtet und Tauwerk geteert. Im 15. Jahrhundert bestimmte die Stadt Bremen, dass alle in Bremen anfallenden Teerarbeiten in das neu errichtete Teerhaus auf der Halbinsel verlegt werden mussten. Das private Teeren innerhalb der Stadt wurde wegen der Brandgefahr verboten. Die Schiffszimmerei auf der Halbinsel florierte in den nächsten Jahrhunderten. Im Jahr 2022 gefundene Artefakte lassen vermuten, dass auch die Bremer Kogge hier gebaut wurde. Im 16. Jahrhundert taufte der Volksmund die Halbinsel wegen des sich darauf befindlichen Teerhauses auf den Namen „Teerhof“. Dieser Name der Halbinsel wird um 1720 auch urkundlich erwähnt.
Auf der Nordwestspitze stand eine Bockwindmühle, die 1669 abgebrochen wurde und es entstand hier das Wohn- und Lagerhaus eines Steinhändlers. 1665 wurde auf der Landzunge das Teermagazin gebaut, welches bis 1730 dort stand. Im 18. Jahrhundert gab es um die 40 Gebäude als Wohn- und Geschäftshäuser, als Packhäuser sowie als Werkstätten für das Handwerk.

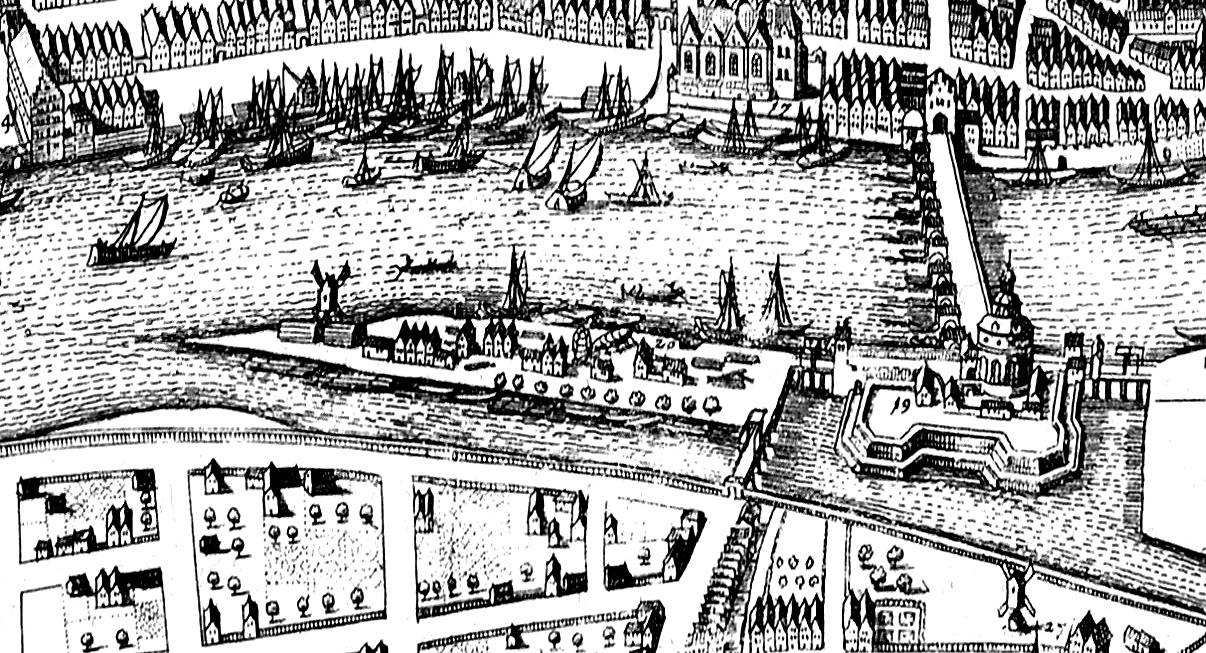
Bremer Teerhof 1640/1641 (Merian, Detail): der Teerhof als künstlich abgetrennte Insel, Schiffsneubau auf einer Helling; jenseits der Weser bis zur Martini-Kirche Häuser am Ufer, links davon das Hafenkai der Schlachte

Im Jahr 1739 explodierte ein Pulvervorrat in dem Pulverturm „Braut“, einem zur Verteidigung der Brücke auf dem Teerhof errichteten Zwinger. Der Pulverturm wurde zerstört, der Teerhof und umstehende Gebäude wurden schwer beschädigt.
Im 19. Jahrhundert wurde der an der Weser liegende nordöstliche Teil des Teerhofs vollständig besiedelt. 1840 wurde auch der gegenüberliegende Teil an der Kleinen Weser mit Packhäusern bebaut. Am nordwestlichen Ende der Halbinsel ließ die Zigarrenfabrik Ad. Hagens & Co. 1897 vom Architekten Johannes Rippe ein Gebäude im Stile eines flämischen Stadttores mit zwei neogotischen Türmen errichten. Durch die Toreinfahrt gelangt man von der Brücke, welche die Nordwestspitze der Insel mit dem Festland links und rechts der Weser verband, zu den übrigen Packhäusern. Das Gebäude wurde im Volksmund bald als Weserburg bezeichnet.
Während der Wirtschaftskrise 1923 veräußerte Hagens & Co. den Weserburgkomplex weiter an die Kaffeerösterei Gebrüder Schilling, welche dort fortan Import, Rösterei und Versand von Kaffee betrieb.
Bei nächtlichen Bombardements im Zweiten Weltkrieg wurde 1940, 1942 und vor allem am 6. Oktober 1944 der Teerhof schwer beschädigt. Die Gebäude lagen größtenteils in Ruinen, die Weserburg war fast gänzlich zerstört. Der Kaffeebetrieb Schilling ließ 1949 im Nordwestteil des Teerhofs eine neue Weserburg aufbauen und nahm den Betrieb wieder auf, 1959 fand eine bauliche Erweiterung statt. Die übrige Fläche blieb mehrere Jahrzehnte unbebaut und wurde als großer Parkplatz genutzt.
Nach der Schließung der Rösterei im Jahr 1973 erwarb die Stadtgemeinde Bremen die Weserburg. In den folgenden Jahren diente sie wechselnden Nutzern und Kulturinitiativen als Domizil, unter anderem der Städtischen Galerie. 1980 zog die neu gegründete Gesellschaft für Aktuelle Kunst e. V. (GAK) in die heutigen Ausstellungsräume in der Weserburg. Auf deren Initiative hin gründete die Bremische Bürgerschaft 1988 die Stiftung Neues Museum Weserburg Bremen. Nach einem Umbau der Räume durch die Architekten Wolfram Dahms und Frank Sieber eröffnete 1991 das Neue Museum Weserburg Bremen. Auf 6.000 m² Ausstellungsfläche werden hier mehr als 300 Werke der verschiedenen internationalen Kunstrichtungen der letzten 40 Jahre gezeigt, ergänzt durch wechselnde Ausstellungen. Erstmals in Europa wurde hier das Konzept eines Sammlermuseums umgesetzt.
1967 wurde im südöstlichen Teil des Teerhofs an der Wilhelm-Kaisen-Brücke ein Bürogebäudekomplex für die sogenannte Versicherungsbörse erstellt, in der verschiedene Unternehmen der Versicherungsbranche ihren Geschäftssitz nahmen. Der schlichte, kubisch gegliederte Gebäudekomplex mit umlaufenden Fensterbändern wurde vom Bremer Architekten Martin Zill entworfen und war lange Zeit der einzige Neubau zwischen den beiden Weserbrücken. Heute ist dort unter anderem die Lampe & Schwartze KG ansässig, die zu den größten Versicherungsvermittlern in Deutschland gehört. In einem benachbarten Bürogebäude, das 1995 bis 1998 nach Plänen des Bremer Architekturbüros Haslob, Hartlich & Partner das Bürohaus Herrlichkeit 1 als Firmensitz des Bremer Versicherungsmakler-Unternehmens C. Wuppesahl errichtet wurde, haben nach zwischenzeitlichen Firmenfusionierungen und -übernahmen inzwischen die Bremer Niederlassung des zur Willis Group Holdings gehörenden Versicherungs- und Finanzdienstleistungsunternehmens Willis GmbH & Co. KG und eine Tochtergesellschaft von Willis Deutschland, die JWA Marine GmbH, ihren Sitz.
In den 1960er- bis 1980er-Jahren beschäftigten sich Beiratsausschüsse und Architektenbüros mit der Bebauung der Brachfläche des Teerhofs. Die Planer Welp, Ude, Wolpert und Friccius sahen 1966 terrassenförmige Wohnhochhäuser und ein 93 Meter hohen Büroturm auf dem Teerhof vor, die Architekten Dinné, Glade, Katenkamp, Köhl, K. Müller, K. Schmidt, Sturmheit und Zickerow planten um 1967 Wohn- und Geschäftshäuser mit bis zu zehn Geschossen in sehr verdichteter Bauweise. 1973 hat die Stadt Bremen sämtliche Grundstücke aufgekauft. 1978 wurde ein Architektenwettbewerb durchgeführt, jedoch der Entwurf des Bremer Wettbewerbssieger Goldapp und Klumpp mit einer stark giebelbetonten Weseransicht nicht realisiert, sondern die traufständige Lösung der zweitplatzierten dänischen Architekten Dissing & Weitling.
Wiederaufbau durch Wohnbauten ab 1991
Erst ab 1991/92 wurde der Teerhof dann wieder weitgehend vollständig bebaut und der erste größere Abschnitt 1995 vollendet mit nunmehr überwiegend backsteinsichtigen Wohngebäuden, die an die Architektur der Packhäuser erinnern sollen. Durch die Häuserzeilen entlang der Teerhofufer entstand ein länglicher, ovaler, öffentlicher Innenraum. Architekten der Gebäude waren Haslob & Partner, Müller-Menckens, Rosengart, Schomers, Schürmann, Stridde, Schulze, Weber, Schütz und Schmidt. Das Wohnareal des Teerhofs ist für den Autoverkehr gesperrt. Eine neue, 1993 errichtete Fußgänger- und Radwegbrücke, die so genannte Teerhofbrücke, verbindet den Teerhof mit der gegenüberliegenden Schlachte und der Bremer Altstadt. Die Neustadt wird durch die schon bestehende Fußgängerbrücke über dem Sperrwerk der Kleinen Weser erreicht.
Neue Bürohäuser ab 1998
Das Bürohaus Herrlichkeit 1, auch Bürohaus Wuppesahl, wurde 1998 nach Plänen der Architekten Harm Haslob, Peter Hartlich und Klaus Schütz gebaut. In einer der letzten Baulücke, zwischen der Versicherungsbörse und dem 1994 erstellten Gästehaus der Universität Bremen, entstand von 2007 bis 2009 nach Plänen der Architekten Harm Haslob und Jens Kruse das Bürohaus Teerhof 59 für die Beluga Group. Bei den Bauarbeiten wurden die Reste von zwei Weserlastkähnen entdeckt und geborgen, die derzeit beim Deutschen Schifffahrtsmuseum konserviert werden.

## Bildergalerie

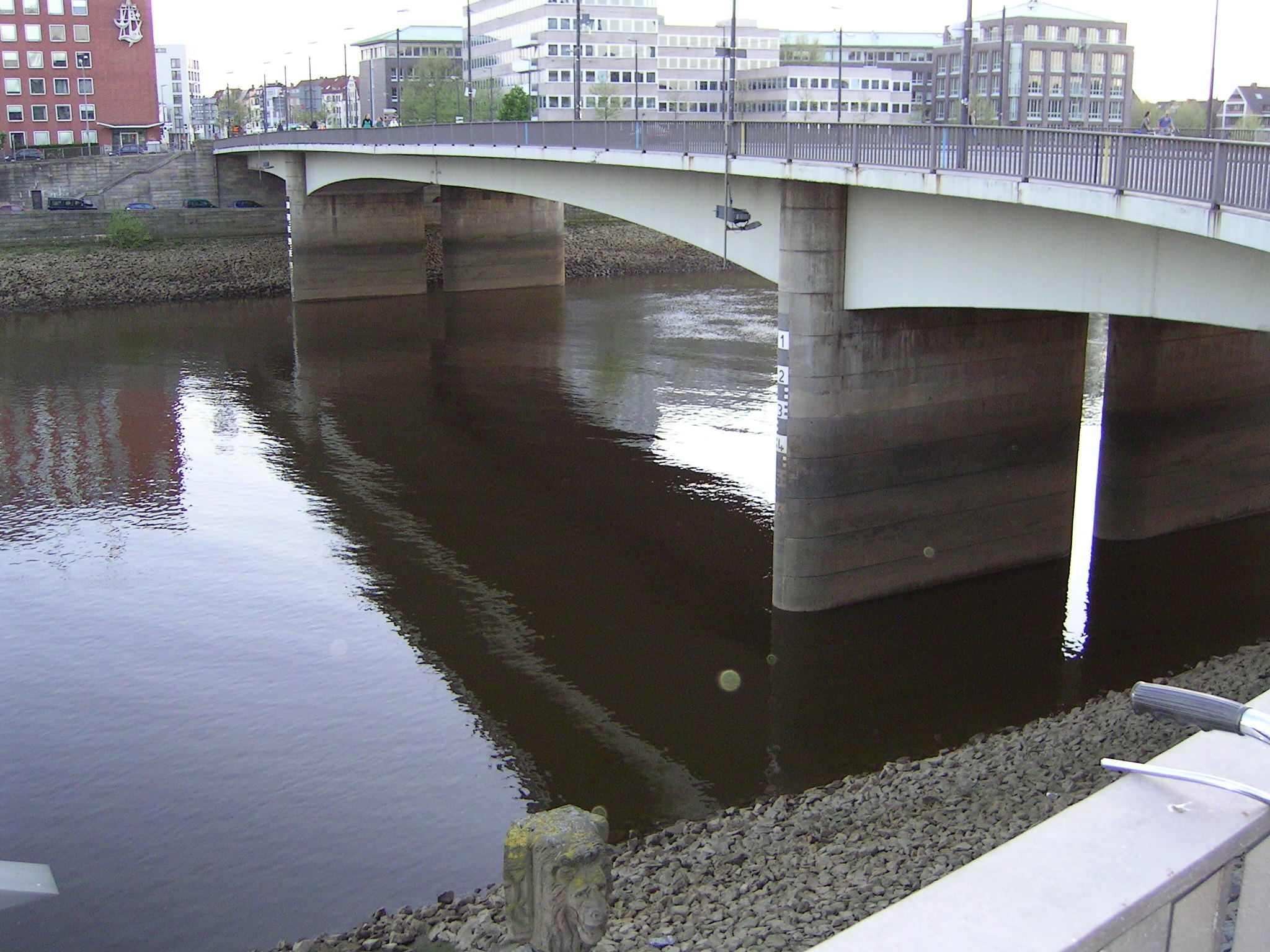
Blick auf die Wilhelm-Kaisen-Brücke, dahinter rechts der Teerhof mit der Versicherungsbörse
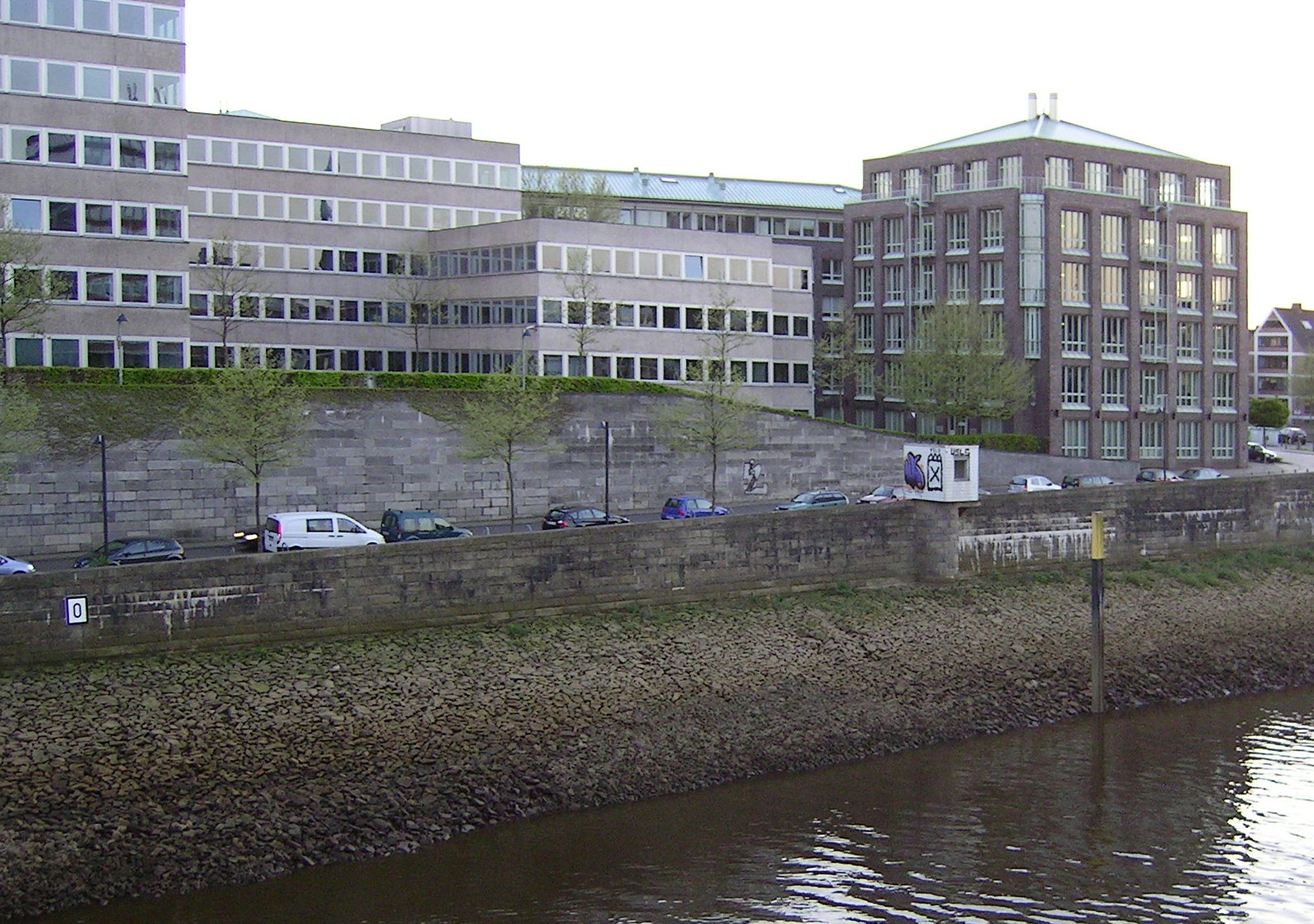
Die Versicherungsbörse, in der u. a. die Lampe & Schwartze KG ansässig ist
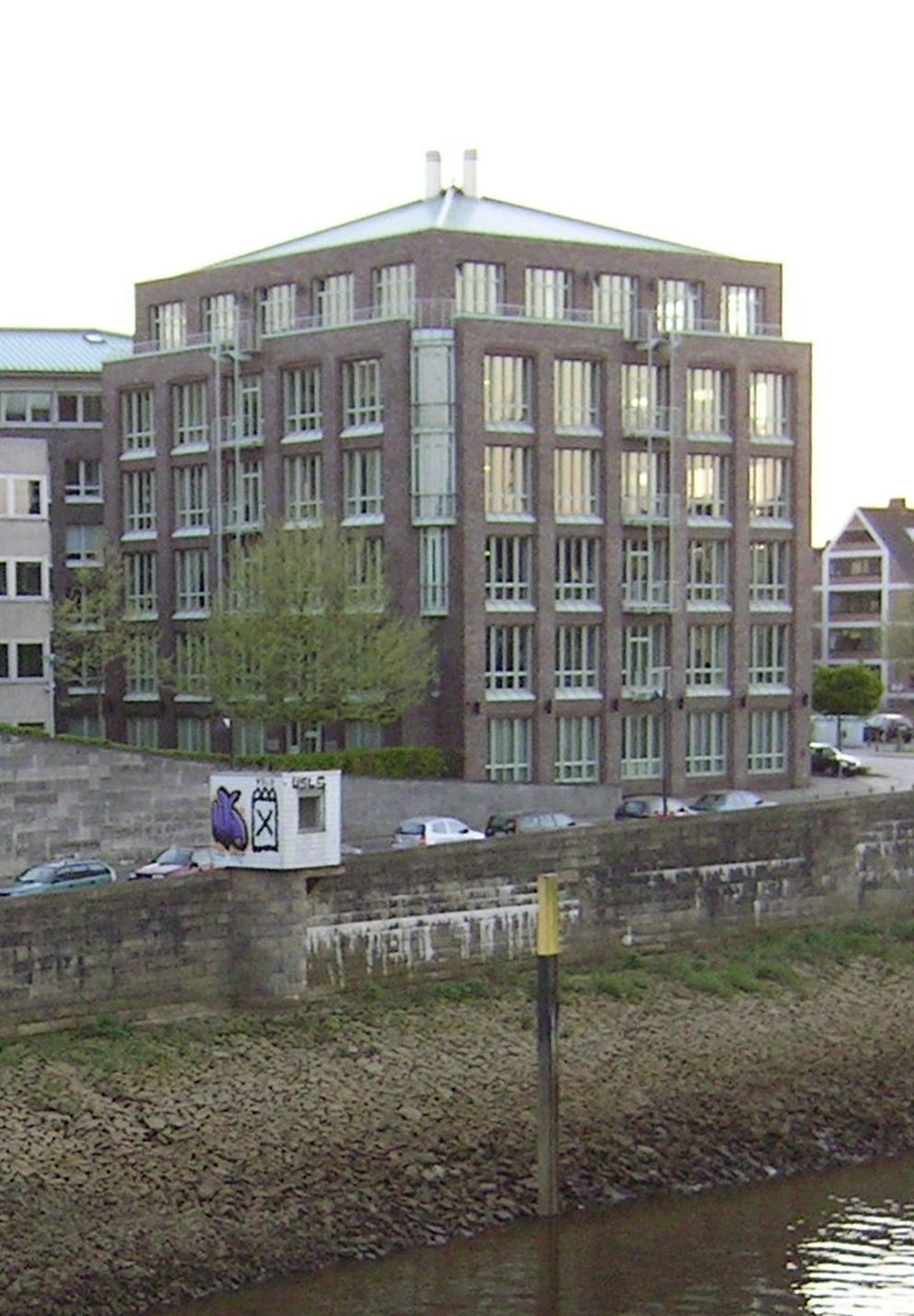
Bürohaus Herrlichkeit 1: Heute  Niederlassung der Willis GmbH & Co. KG
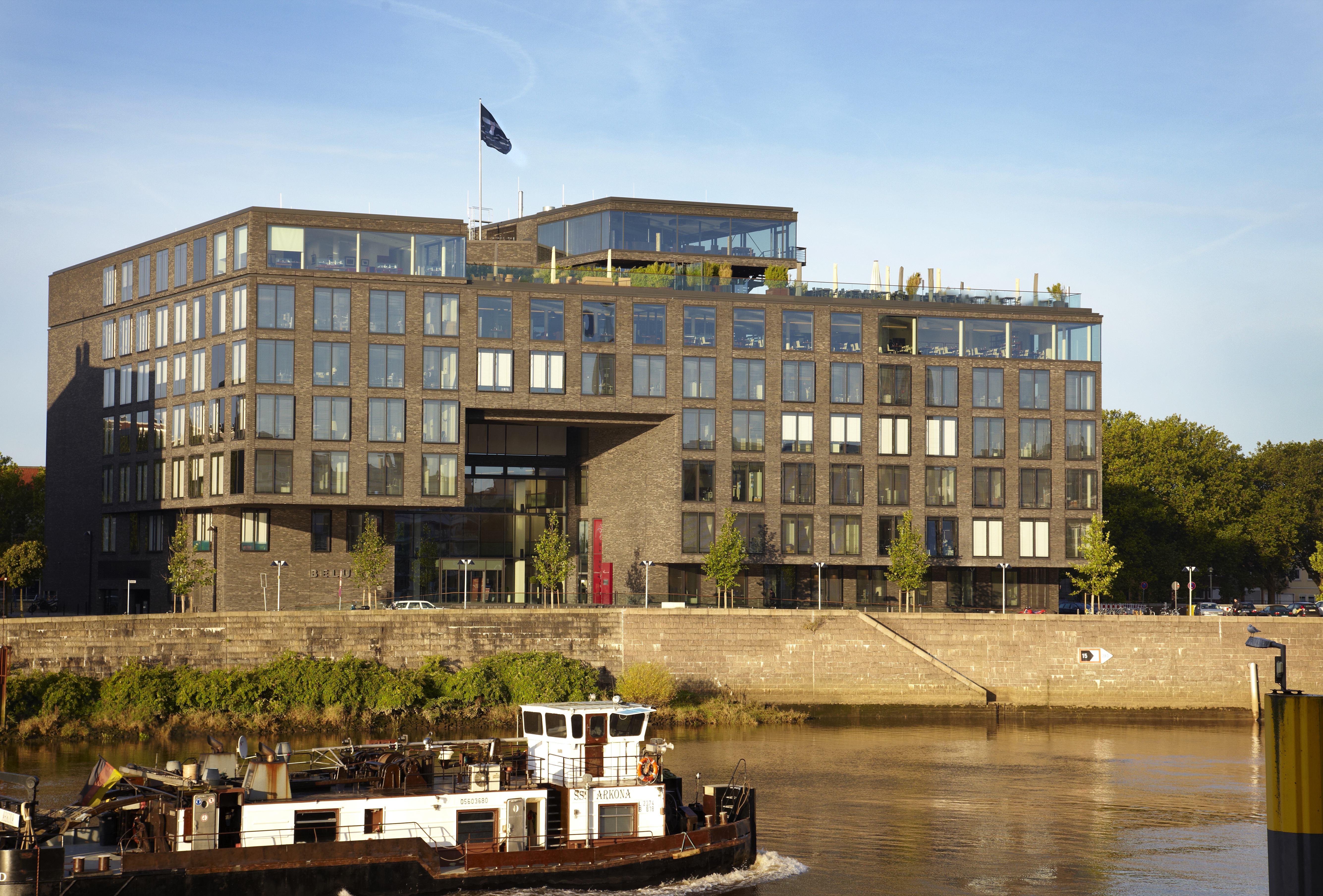
Ehemaliger Unternehmenssitz der Beluga Group auf dem Teerhof in Bremen
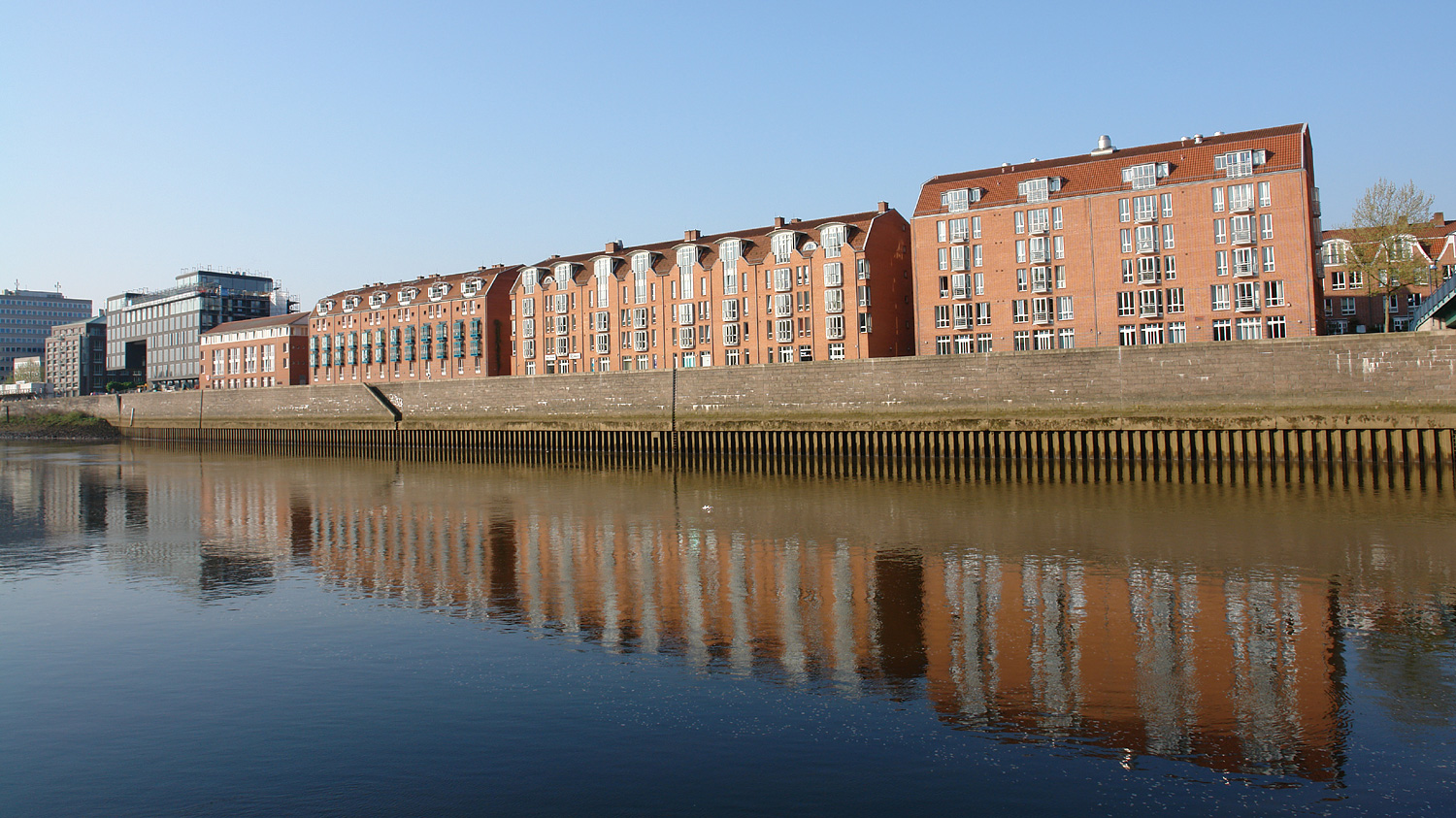
Wohnhäuser an der Weserseite des Teerhofs, im architektonischen Stil der früheren Packhäuser
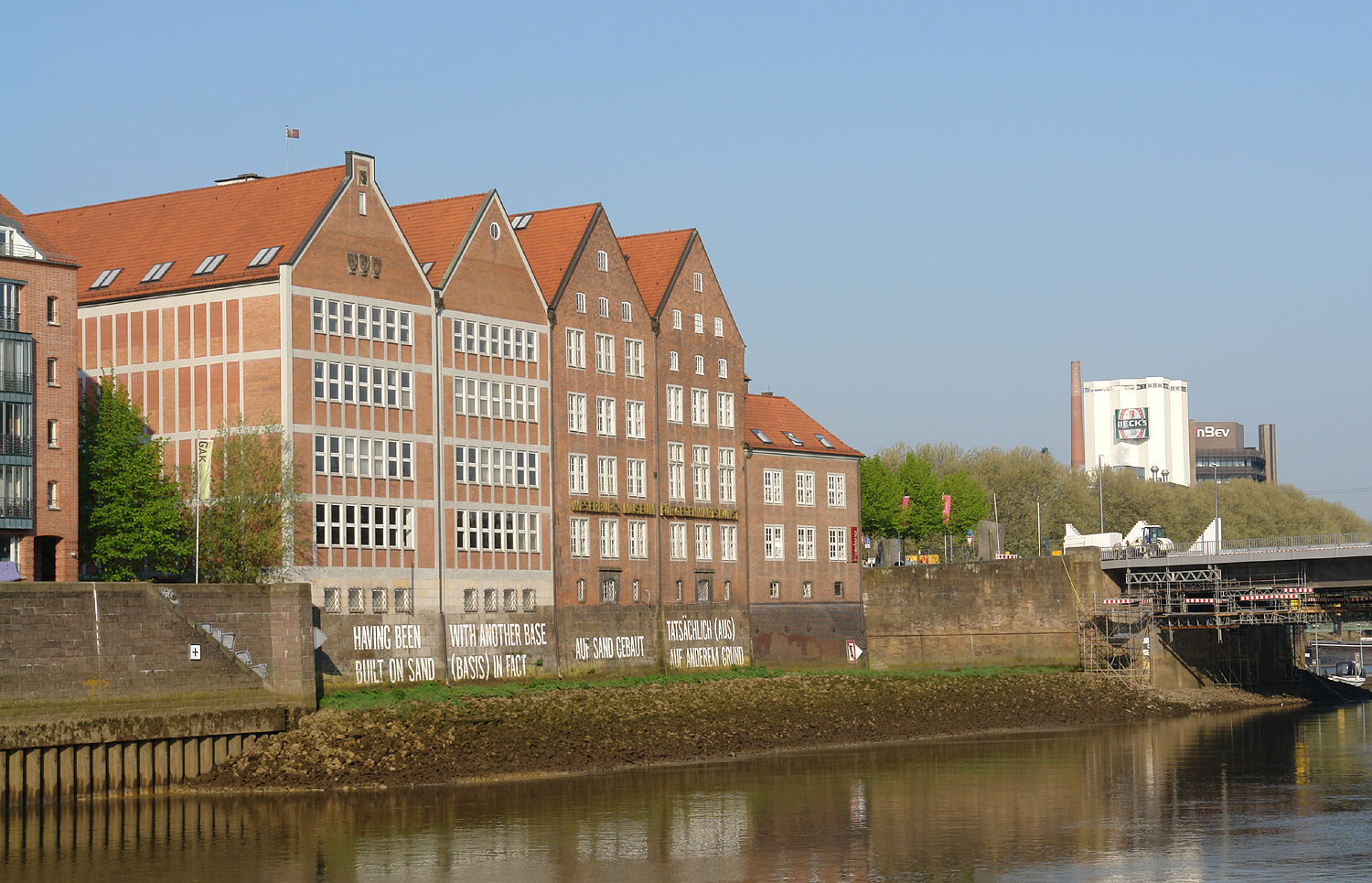
Die „Weserburg“; hinter der Bürgermeister-Smidt-Brücke die Brauerei Beck & Co. (InBev)
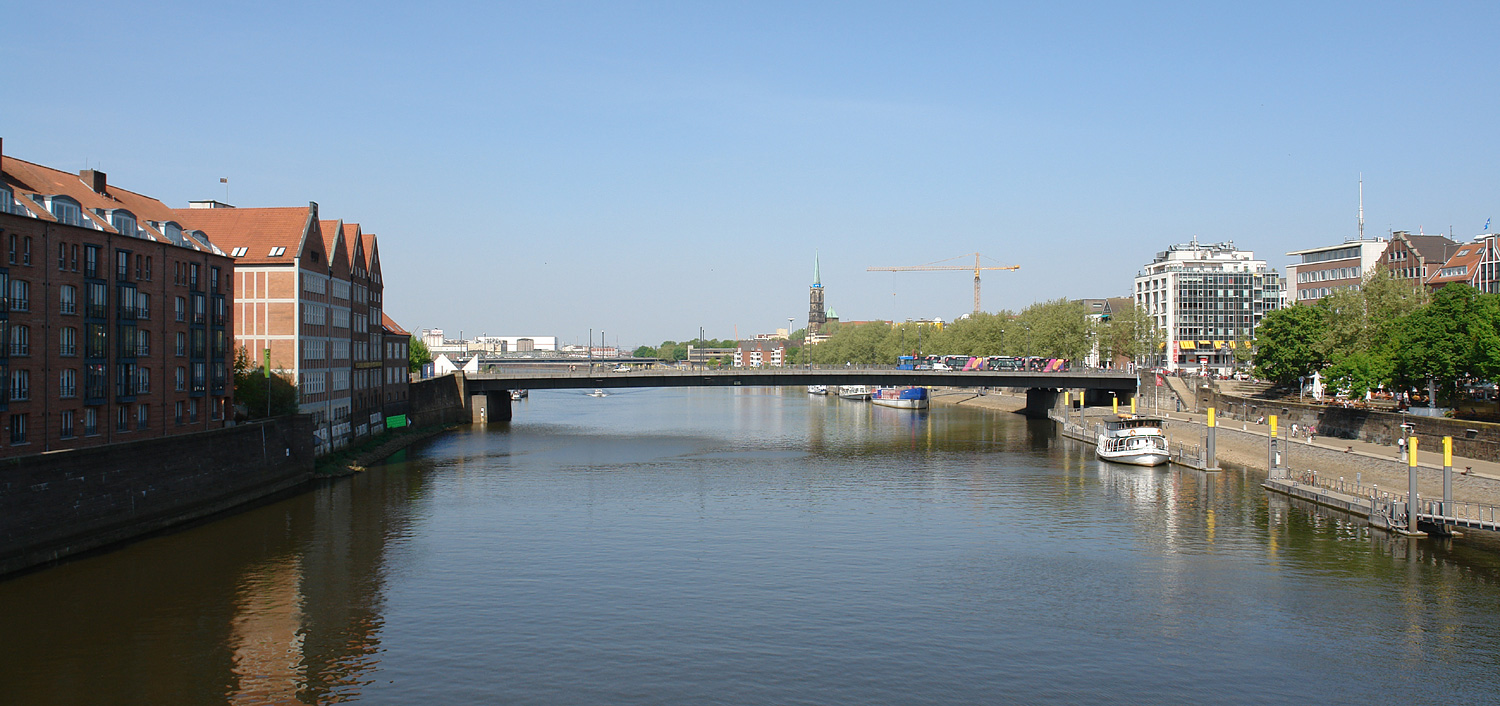
Blick auf die Bürgermeister-Smidt-Brücke, links der Teerhof, rechts die Schlachte
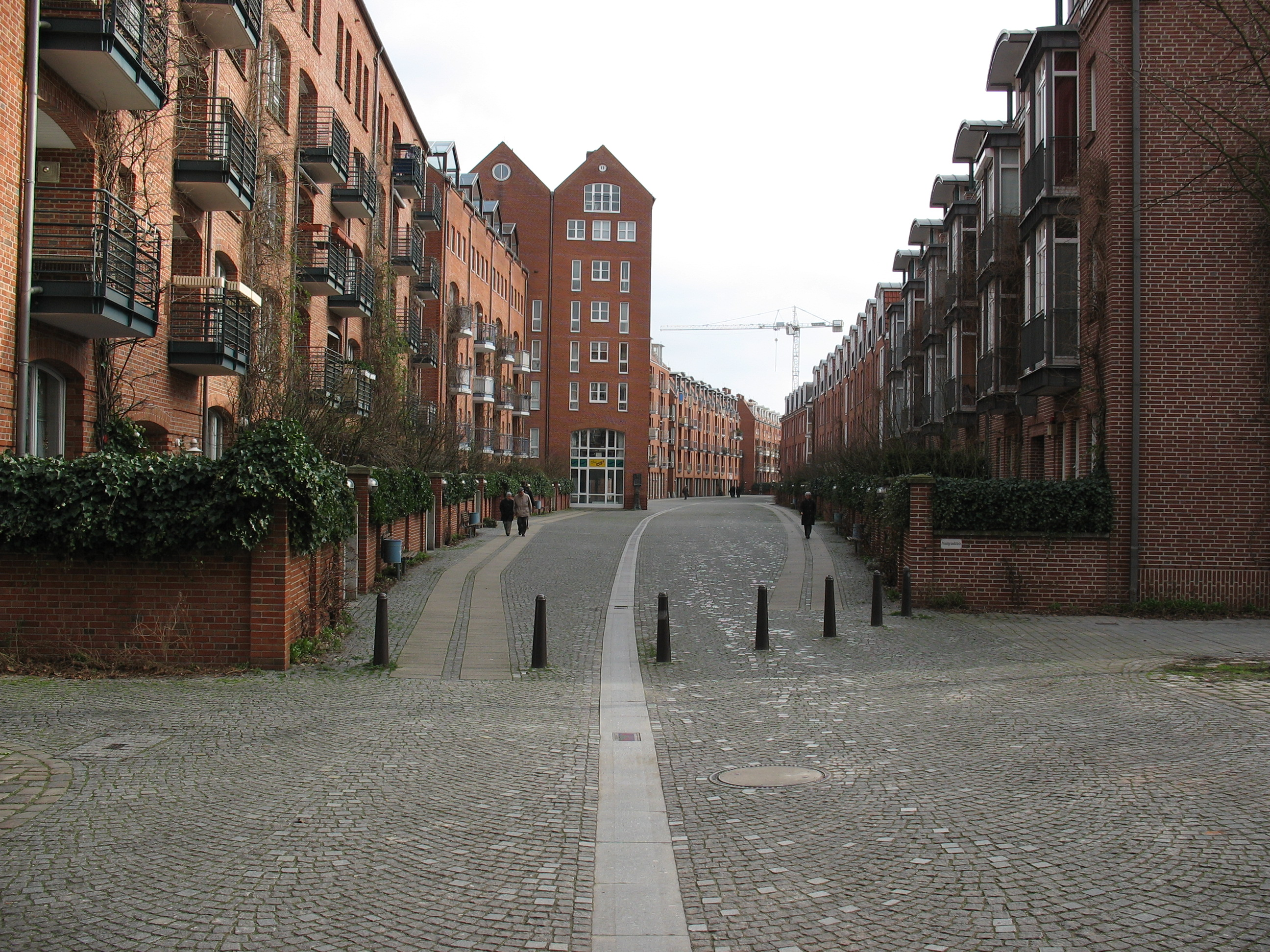
Teerhof-Wohnhäuser aus den 1990er-Jahren, architektonisch an frühere Packhäuser angelehnt